# 恩戈拉區
恩戈拉區是非洲中部國家烏干達的111個區之一，由東部區負責管轄，首府是恩戈拉，海拔高度1,100米，距離首都坎帕拉約230公里，2002年人口估計為101,900。

## 外部連結
- Ngora District Information Portal

01°30′N 33°48′E / 1.500°N 33.800°E